# Last Memory
Last Memory è un singolo del rapper statunitense Takeoff pubblicato il 26 ottobre 2018 dalla etichetta discografica Quality Control Music.

## Tracce
1. Last Memory – 2:51